# سیارک ۴۱۸۵
سیارک ۴۱۸۵ (به انگلیسی: 4185 Phystech، نامگذاری:1975ED) چهار هزار و صد و هشتاد و پنجمین سیارک کشف شده‌است که در ۴ مارس ۱۹۷۵ کشف شد.
قدر مطلق سیارک برابر ۱۳٫۵۰ است.